# Kis tűzlepke
A kis tűzlepke (Lycaena thersamon) Európa nyugatibb felén kifejezetten ritka, így hazai állománya nemzetközi szempontból is érték.

## Előfordulása
Főleg Kelet-Európában és Közép-Ázsiában terjedt el, de egészen a sarkkörig is megtalálható. Az Alföldön igen gyakori. Karsztbokorerdőkben ugyanúgy előfordul, mint a vízfolyások mentén, így széles ökológiai toleranciát mutató faj. A melegebb biotópokat részesíti előnyben.

## Megjelenése
Nősténye nagyobb, szárnyának színe vörös kisebb feketés pöttyök díszítik. A hím hátsó szárnya ibolyás árnyalatú. Méretük 26–32 mm között mozog.

## Életmódja
Áprilistól októberig folyamatosan találkozhatunk vele, mivel évente a faj 3-4 nemzedéke is kifejlődik. A második generációs nőstényeknek jellemzően faroknyúlványai is vannak.